# Carnaubais
Carnaubais es un municipio del estado de Rio Grande do Norte (Brasil), localizado en la microrregión del Valle del Açu. De acuerdo con el IBGE (Instituto Brasilero de Geografía y Estadística), en el año 2003 su población era estimada en 8.393 habitantes. Área territorial de 530 km².

## Historia
El 18 de septiembre de 1963, a través de la Ley nº 2.927, Carnaubais se separó de Assu. Después de once años de su emancipación política sufrió una terrible inundación. En 1974, una inundación destruyó la ciudad y la población estuvo desamparada. A pesar del sufrimiento el pueblo resistió y con la participación de los gobiernos federal, estatal y municipal, la ciudad fue reconstruida en otro lugar.